# Aeroportul Cananea
Aeroportul Cananea (IATA: CNA, ICAO: MMCA) este un aeroport din Mexic ce deservește zona Cananea. A fost numit după zona deservită.
aeroportul dispune de o singură pistă.